# Léopold Beosier
Léopold Beosier, né le 14 décembre 1855  à Gand et décédé le 2 novembre 1935 à Kessel-Lo fut un homme politique socialiste belge.
Beosier fut ouvrier dans une usine à lin, vendeur de journaux et propagandiste; il fut élu conseiller communal (1911-35), puis échevin de l'Instruction publique (1921-26) et enfin, bourgmestre (1933-35) de Kessel-Lo; sénateur provincial de la province de Brabant (1921-35).

## Généalogie
- Il fut le cadet des 14 enfants de Cornelius Josephus, ouvrier et Maria Theresa Boddaert.
- Il épousa Léontine Claes; ils eurent trois fils et une fille.

## Sources
- Bio sur ODIS